# Wright Aeronautical
Pour les articles homonymes, voir Wright.

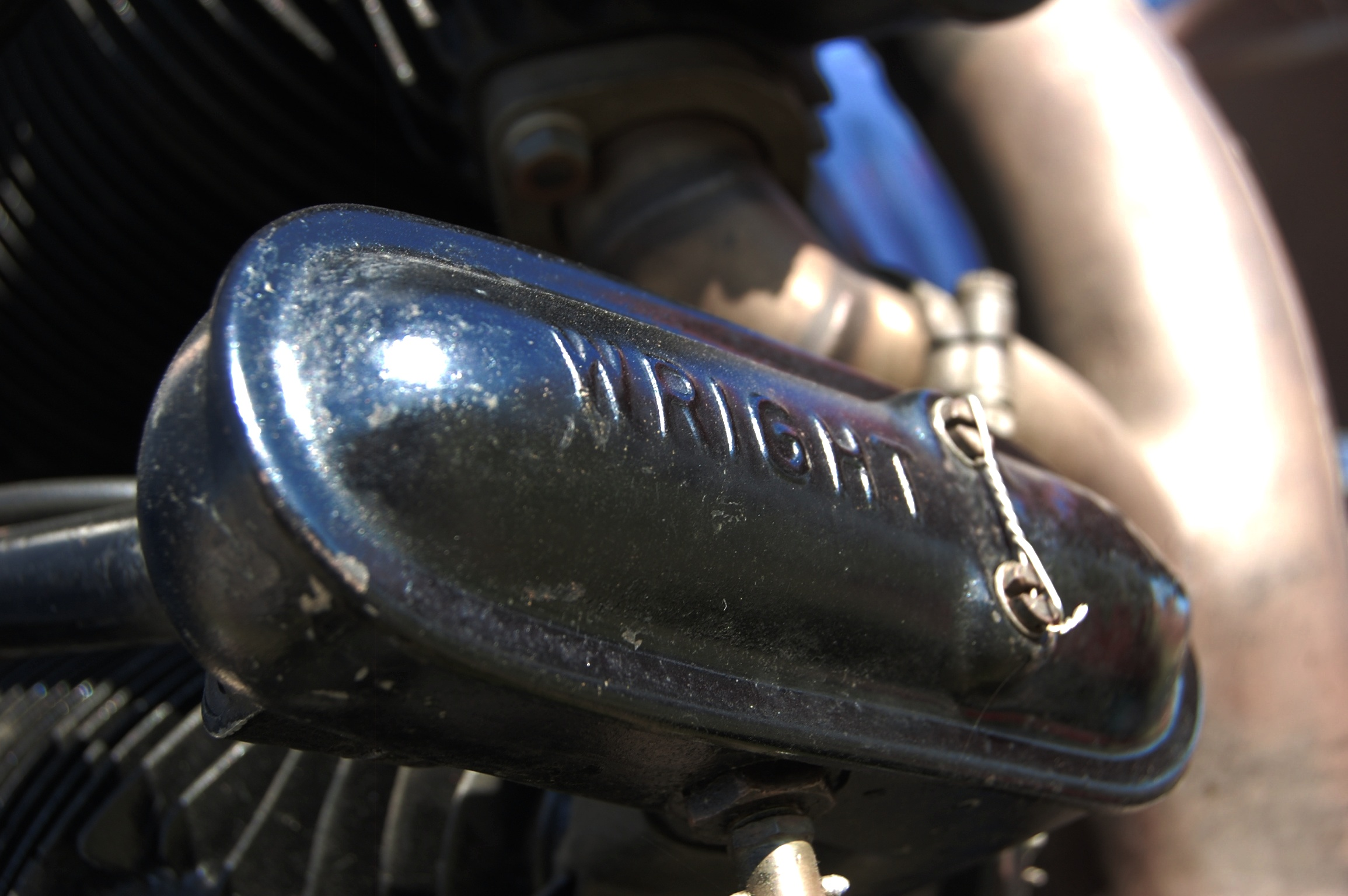
Le nom de la marque sur le carter d'un moteur en étoile des ateliers Wright.

La Wright Aeronautical était un constructeur aéronautique américain. Elle fusionna en 1929 avec la Curtiss, donnant naissance à la Curtiss-Wright Corporation.

## Historique
En 1916, la Wright Company fondée par les frères Wright, fusionne avec la Glenn L. Martin Company pour former la Wright-Martin Aircraft Corporation. Néanmoins l'année suivante Glenn Martin démissionna en 1917 afin de refonder sa compagnie. La compagnie fut renommée Wright Aeronautical en 1919. Frederick B. Rentschler et plusieurs ingénieurs partirent en 1924 fonder la Pratt & Whitney.
En mai 1923, la Lawrance Aero Engine Company (en) fut achetée par Wright Aeronautical, parce que la marine des États-Unis doutait que la Lawrance pût produire assez de moteurs pour ses besoins. Charles Lawrance (en) devint vice-président. En 1925, après avoir été président de Wright, Frederick Rentschler quitta la compagnie pour fonder Pratt & Whitney, et Lawrance le remplaça au poste de président.
Wright Aeronautical fusionna avec Curtiss Aeroplane and Motor Company le 5 juillet 1929 pour devenir la Curtiss-Wright Corporation.

## Produits

### Avions
- Wright WP
- Wright FW
- Wright F2W (en)
- Wright XF3W (en)
- Navy-Wright NW-1 (en)
- Navy-Wright NW-2 (en)
- Wright-Bellanca WB-1 (en)
- Wright-Bellanca WB-2 Columbia (en)

### Moteurs d'avion
- Wright-Hispano E (en)
- Wright Gypsy
- Wright T-2
- Wright T-3 Tornado (V-1950)
- Wright V-720
- Wright IV-1460
- Wright IV-1560
- Wright Whirlwind series
  - Wright J-4 Whirlwind
  - Wright R-790 J-5 Whirlwind
  - Wright R-540 (en) J-6 Whirlwind 5
  - Wright R-760 (en) J-6 Whirlwind 7
  - Wright R-975 (en) J-6 Whirlwind 9
  - Wright R-1510 Whirlwind 14
  - Wright R-1670 Whirlwind 14
- Wright Cyclone series
  - Wright R-1300 (en) Cyclone 7
  - Wright R-1820 Cyclone 9
  - Wright R-2600 Cyclone 14 (Twin Cyclone)
  - Wright R-3350 Cyclone 18 (Duplex Cyclone)
  - Wright R-4090 Cyclone 22
- Wright R-1200 Simoon
- Wright R-2160 (en) Tornado
- J59
- J61
- Wright J65
- Wright J67